# Dmytro Bilous
Dmytro Hryhorowytsch Bilous (* 24. April 1920 in Kurmany, Ukrainische SSR; † 13. Oktober 2004 in Kiew, Ukraine) war ein ukrainischer Schriftsteller, Dichter, Literaturkritiker und Übersetzer.

## Leben
Dmytro Bilous kam 1920 als zehntes Kind einer Bauernfamilie in Kurmany (Курмани) im heutigen Rajon Nedryhajliw der ukrainischen Oblast Sumy zur Welt. Nachdem er das Abitur gemacht hatte, ging er 1938 nach Charkiw und studierte dort zunächst an der Arbeitsfakultät und arbeitete in einem Elektrizitätswerk und studierte anschließend an der Philologischen Fakultät der Universität Charkiw, wo Oles Hontschar und Hryhorij Tjutjunnyk seine Kommilitonen waren.
Im Zweiten Weltkrieg diente er zwischen 1941 und 1945 als Freiwilliger der Roten Armee. Nachdem er sich an der Front eine schwere Verletzung zugezogen hatte, wurde er 1942 in einem Lazarett in Krasnojarsk behandelt und war im Anschluss in Moskau als Mitarbeiter der Radio-Redaktion für die Partisanen und die Bevölkerung in der besetzten Ukraine tätig.
Außerdem veröffentlichte er satirische Werke und studierte an der Philologischen Fakultät der Universität Kiew, die er 1945  absolvierte. Daran folgend absolvierte er 1948 ein Aufbaustudium an der Abteilung für ukrainische Literatur.
Seit 1948 war er Mitglied der KPdSU. Außerdem war er korrespondierendes Mitglied der Nationalen Akademie der Pädagogischen Wissenschaften der Ukraine. 1958 war er auf Geschäftsreise in Bulgarien.
Seine literarische Tätigkeit begann er als Humorist und Satiriker. Später schrieb er Gedichte für Kinder, mehr als 20 Gedichtsammlungen und verfasste literarisch-kritische Artikel. Zudem übersetzte er Literatur aus der Russischen, Belarussischen, Litauischen und bulgarischen Sprache ins Ukrainische. In Kiew wurden einige seiner Werke ins Russische, Belarussische, Bulgarische, Serbische und weitere Sprachen übersetzt.
Bilous starb 84-jährig in Kiew und wurde dort auf dem Baikowe-Friedhof bestattet.

## Ehrungen
Dmytro Bilous erhielt zahlreiche Orden und Ehrungen. Darunter:
- 1966 Bulgarischer Orden der Heiligen Kyrill und Methodius 1. Grades[4]
- 1976 wurde ihm der M.-Rylsky-Preis verliehen[2]
- 1990 Taras-Schewtschenko-Preis für sein Buch Der Wermut[1]
- 2001 Orden des Fürsten Jaroslaw des Weisen 5. Klasse[4]